# Elisabetta Ripa
Elisabetta Ripa (Torino, 20 novembre 1965) è una dirigente d'azienda italiana, CEO di Enel X Way, società del Gruppo Enel dedicata alla mobilità elettrica, e membro dell'Advisory board di IAB Italia, organo consultivo creato per la diffusione della cultura digitale nel paese.
Nel 2019 è stata inserita da Forbes tra le 100 donne italiane di successo.

## Biografia
Nata a Torino, si laurea in Economia e Commercio presso l’Università La Sapienza di Roma e completa gli studi presso l’INSEAD a Fontainebleau.
Inizia nel 1988 a lavorare in un'agenzia pubblicitaria. Nel 1990 entra in SIP, dove ricopre l’incarico di Responsabile pianificazione strategica servizi mobili. Cinque anni più tardi, nel 1995, partecipa alla nascita di TIM e nel 1998 è incaricata della gestione e dello sviluppo internazionale della società mobile. Nel 2005, a valle della fusione tra Telecom Italia e TIM, diventa responsabile del marketing strategico, successivamente dell'ufficio che cura i rapporti con gli investitori istituzionali del Gruppo di telecomunicazioni. Nel 2011 è alla guida della Divisione Servizi Mobili per il segmento Consumer (TIM).
Nel 2013 è nominata amministratore delegato di Telecom Italia Sparkle, azienda detentrice di una rete di oltre 500.000 chilometri di cavi in fibra ottica per lo più sottomarini, dai quali passano le comunicazioni tra Italia, Stati Uniti, Nord Africa e Medio Oriente, intrecciandosi in tutte le direzioni. Sotto la sua guida, Sparkle lancia innovative soluzioni rivolte alle PMI e al segmento corporate in generale.  In quel periodo l’azienda ottiene anche due riconoscimenti ai Global Carrier Awards 2014: "Best OTT partnership" e "Best Latin American project". 
Nel 2015 si trasferisce in Sudamerica per ricoprire l’incarico di Amministratore Delegato del gruppo Telecom Argentina, il principale operatore di telecomunicazioni e servizi digitali del Paese. Avvia il progetto per l'espansione della rete 4G/LTE in tutto il Paese. Nel 2016 coordina il processo di cessione della società al Gruppo Fintech.

### Alla guida di Open Fiber
In seguito alla nomina di consigliere di amministrazione di Open Fiber, avvenuta nel gennaio 2017, Elisabetta Ripa rientra in Italia. L'obiettivo della neo-società è quello di realizzare un'infrastruttura di rete interamente in fibra ottica FTTH nel territorio italiano. Nel gennaio 2018 diventa Amministratore Delegato della società, controllata per il 50% da Enel e per l'altro 50% da Cassa Depositi e Prestiti (CDP), dove porta la sua esperienza come ex manager di Telecom Italia.
Il 14 febbraio 2018 ritira a Valencia l’FTTH Council Award, assegnato a Open Fiber con la motivazione di ”giovane e dinamica realtà, che si muove come elemento innovativo sul mercato italiano investendo in maniera massiccia sull’FTTH”.
Nell'aprile 2018, grazie anche all’accordo di finanziamento firmato con BNP Paribas, Société générale e UniCredit, Open Fiber approva il piano industriale 2018-27 con investimenti in fibra per 6,5 miliardi di euro. Sono coinvolte 271 città e 7.000 comuni, da Torino a Catania, a un ritmo di oltre 2,5 milioni di unità immobiliari all'anno. In agosto viene sottoscritto un finanziamento di 3,5 miliardi da parte di un gruppo di banche, della Bei e di Cassa Depositi e Prestiti. Si tratta della più grande operazione di finanza strutturata nell'area Europa-Medio Oriente-Africa per lo sviluppo di una rete in fibra ottica.
Nell'ottobre 2018 Elisabetta Ripa entra, insieme a Ferruccio de Bortoli e Antonio Campo Dall'Orto, nell'Advisory board di IAB Italia, l'organo voluto dagli operatori della pubblicità interattiva per la diffusione della cultura digitale nel paese.
A settembre 2020 il progetto di Open Fiber di realizzare una rete a banda ultra larga completamente in fibra ottica per collegare più di 6.000 comuni italiani, riceve il sostegno di Nokia. La firma di un contratto tra Open Fiber a la multinazionale finlandese, sancisce l’intenzione condivisa di accelerare il processo di diffusione della tecnologia FTTH in Italia.
Ad Agosto 2021 lascia Open Fiber e a capo della società, nel ruolo di amministratore delegato, subentra Francesca Romana Napolitano. Per la wholesale company anche un direttore generale: Mario Rossetti.
Il cambio al vertice è dovuto alla firma dei contratti che suggellano l’uscita di scena di Enel da Open Fiber.

### Enel X Way
Nel novembre 2021 diventa direttore della divisione Global e-Mobility di Enel. Nell'aprile 2022 la divisione assume il nome di Enel X Way, nuova business line globale del Gruppo Enel nata per promuovere la mobilità elettrica , della quale viene nominata CEO.

## Altri incarichi
Ricopre l’incarico di Consigliere di amministrazione e membro dei Comitati strategie di Autogrill.
Il 22 febbraio 2018 è entrata a far parte del Consiglio di presidenza di Asstel come consigliere.
Il 27 maggio 2021 Ripa viene eletta dall’Assemblea dei soci di Telenor tra i dieci membri del Consiglio d’Amministrazione: il nuovo incarico ha decorrenza immediata e una durata di due anni; Telenor è la più grande azienda norvegese di telecomunicazioni che opera non solo nella penisola scandinava ma anche in Medio Oriente.

## Riconoscimenti
Nel 2019 Ripa è stata insignita della “Mela d’oro” del Premio Bellisario nella categoria “Management”. Nello stesso anno ha ricevuto anche il Premio Italia Informa, riconoscimento assegnato alle personalità che contribuiscono con la propria professione e il proprio talento a rendere migliore il Paese.